# سلیمان بدرالعالم شاه
سلطان سلیمان بدرالعالم شاه ابن المرحوم سلطان زین العابدین سوم (جاوی:سلطان سلیمان بدر العالم شاه ابن المرحوم سلطان زین العابدین ۳؛ زادهٔ ۱ دسامبر ۱۸۹۵ –درگذشت ۲۵ سپتامبر ۱۹۴۲) چهاردهمین سلطان ترنگانو بود که از روز ۲۱ مهٔ ۱۹۲۰ تا ۲۵ سپتامبر ۱۹۴۲ حکمرانی کرد.